# Азе сир Туе
Азе сир Туе (фр. Azay-sur-Thouet) насеље је и општина у западној Француској у региону Поату-Шарант, у департману Де Севр која припада префектури Партне.
По подацима из 2011. године у општини је живело 1111 становника, а густина насељености је износила 55,0 становника/km². Општина се простире на површини од 20,2 km². Налази се на средњој надморској висини од 172 метара (максималној 236 m, а минималној 145 m).

## Демографија
| 1962. | 1968. | 1975. | 1982. | 1990. | 1999. | 2011. |
| ----- | ----- | ----- | ----- | ----- | ----- | ----- |
| 836   | 926   | 905   | 1.008 | 1.013 | 947   | 1.111 |

График промене броја становника у току последњих година